# Manderson (Wyoming)
Manderson ist ein Ort mit dem Status Town im Big Horn County im US-Bundesstaat Wyoming. Das U.S. Census Bureau hat bei der Volkszählung 2020 eine Einwohnerzahl von 88 ermittelt.

## Geografie
Manderson liegt im östlichen Teil des Bighorn Basin, westlich der Bighorn Mountains im Norden von Wyoming auf einer Höhe von 1186 m. Der Ort liegt an der Mündung des Nowood Rivers in den Bighorn River, der nach Norden durch das Bighorn Basin fließt und in Montana in den Yellowstone River mündet. Manderson liegt 14 km südöstlich von Basin, 16 km südöstlich von Greybull sowie 30 km westlich von Hyattville. Durch den Ort verläuft der bis nach Hyattville führende Wyoming Highway 31, der südlich des Ortes Anschluss an U.S Highway 16 bzw. Wyoming Highway 789 bietet, die gebündelt im Verlauf von Worland nach Greybull durch das Bighorn Basin verlaufen. Westlich von Manderson zweigt zudem der Wyoming Highway 433 ab, der westlich des Bighorn Rivers nach Süden verläuft.

## Geschichte
Der Ort wurde ursprünglich als Alamo gegründet und im Jahr 1889 zu Ehren des Anwalts der Chicago, Burlington and Quincy Railroad, Charles F. Manderson, umbenannt. Manderson wurde 1921 eingemeindet. Die Rairden Bridge, die südlich von Manderson über den Bighorn River führt, wurde ins National Register of Historic Places aufgenommen.
Im frühen 20. Jahrhundert betrieb die Chicago, Burlington and Quincy Railroad die Big Horn Railroad, die entlang des Bighorn Rivers durch das Bighorn Basin verlief und vorbei an Manderson über Greybull, Lovell und Frannie nach Billings führte. Der Betrieb wurde 1967 eingestellt.
Ein Victory-Schiff der United States Navy, die USS Manderson Victory, wurde nach dem Ort benannt.

## Demographie
Nach der Volkszählung im Jahr 2020 lebten in Manderson 88 Menschen in 39 Haushalten. Die Bevölkerungsdichte beträgt 40 Einwohner je km². Ethnisch betrachtet setzte sich die Bevölkerung zusammen aus 97,72 % Weißen und 4,54 % mit spanischer oder lateinamerikanischer Abstammung. 2,27 % stammten von zwei oder mehr ethnischen Gruppen ab. Die durchschnittliche Familiengröße lag bei 2,72 Personen. Das Durchschnittsalter betrug 51,7 Jahre.